# Georg Falk
Georg Falk, född 14 mars 1907 i Stockholm, död 1960, var en svensk författare, främst av revysketcher, känd under pseudonymerna: Bobby, Eva Dununge, Falco, Frisör Larson, Hickson, Isidor Carhlzohn, Karl-Egon, Kay Mortenson, Patrik, Pelle Sjölund, Phalk, Siri Falk, Sven Roberts, Yrjö Saarinen.
Han debuterade med Beväringsmönstring (1933), utgiven i Kristianstad.
Han har också skrivit Revy : några ord om regi, uppsättning, belysning etc. (1939).